# Гадз Петро Іванович
Петро Іванович Гадз (нар. 21 серпня 1960, с. Зелена Бучацького району Тернопільської області) — український підприємець, громадський діяч, музикант, педагог. Голова спостережної ради товариства «Бучачагрохлібпром» (Тернопільська область), голова ради обласного об'єднання «Тернопільська обласна рада сільськогосподарських підприємств», заступник голови Аграрного союзу України, Герой України.
Член Ради з питань підтримки підприємництва — консультативно-дорадчого органу при Президентові України (з 27 червня 2025).

## Життєпис
Закінчив Бучацьку дитячу музичну школу (клас баяна), Тернопільське музичне училище (1978 р.), Київський інститут культури (1986 р., нині Київський національний університет культури і мистецтв).
Працював викладачем музичних шкіл у Монастириськах (1979—1980 роки), села Джурина Чортківського району (1980—1983 роки), директором музичної школи в Язловці (1984—1995 роки).[джерело?] У 1983—1984 роках працював у Бучацькому радгоспі-технікумі. У 1995—2001 роках — приватний підприємець, від 2001 року — директор ВАТ «Бучацький комбінат хлібопродуктів». 21 серпня 2005 року (неділя) став президентом ФК «Колос» Бучач.

## Політична діяльність
Депутат Тернопільської обласної ради 4-го скликання (2002–2006 роки). Депутат Бучацької районної ради, член постійної комісії з питань агропромислового комплексу та земельних відносин.
Восени 2015 року:
- виключений з лав Аграрної партії України[8]
- зареєстрований кандидатом від Блоку Петра Порошенка у виборчому окрузі № 10 під час виборів до Тернопільської обласної ради[9]

## Громадська діяльність
Член Наглядової ради Тернопільського державного медичного університету імені І. Я. Горбачевського.

## Державні нагороди
- Звання Герой України з врученням ордена Держави (24 серпня 2012) — за визначні особисті заслуги перед Українською державою у розвитку сільськогосподарського виробництва, впровадження прогресивних технологій та сучасних форм господарювання, багаторічну самовіддану працю[12]
- Відзнака Президента України — ювілейна медаль «20 років незалежності України» (27 червня 2012) — за вагомі особисті заслуги у державотворчій, соціально-економічній, культурно-освітній діяльності, сумлінне і бездоганне служіння Українському народові та з нагоди Дня Конституції України[13]
- Заслужений працівник сільського господарства України (26 червня 2008) — за вагомий особистий внесок у розвиток конституційних засад української державності, багаторічну сумлінну працю, високий професіоналізм та з нагоди Дня Конституції України[14]